# Turnul de Poartă din Sibiu

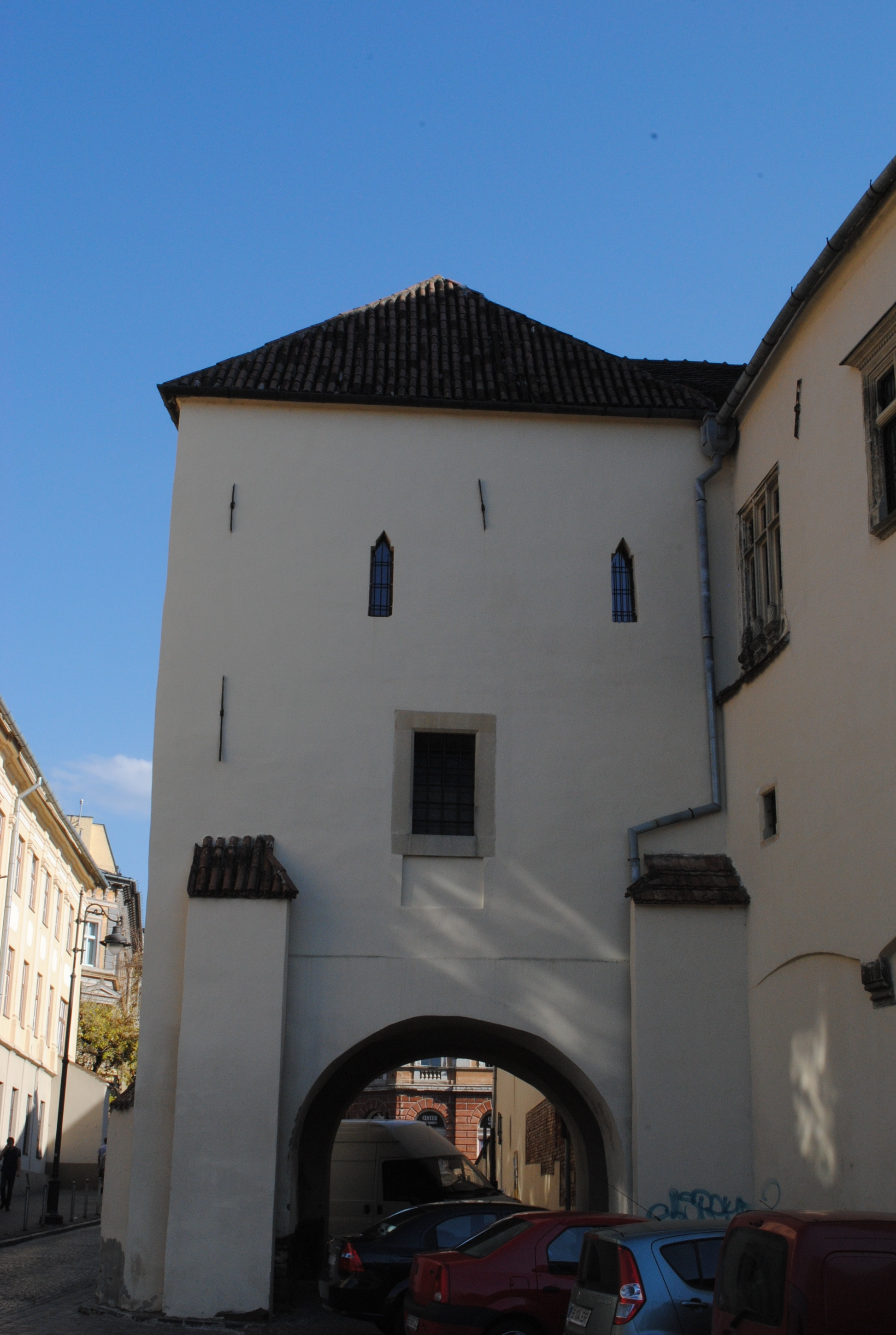
Turnul de Poartă, văzut dinspre nord

Turnul de Poartă din Sibiu este un turn construit în secolul al XIV-lea, aproximativ între anii 1330-1366. Turnul făcea parte din cea de-a treia centură de fortificații a orașului Sibiu. Este situat la intersecția străzilor Alexandru Odobescu și Pasajul Scărilor din Sibiu.

## Istoric
Este unul dintre cele mai bine păstrate turnuri din cea de-a treia centură de fortificații a orașului. Alături de turn și zidurile aferente la sfârșitul secolului 15 s-a alipit Casa Altemberger-Pempflinger, astăzi Muzeul de Istorie. Turnul păstrează un aspect sobru, foarte apropiat de aspectul inițial. Aspectul inițial al turnului poate fi observat pe o gravură de secol 17, apărând ca un turn masiv, cu hersă, partea superioară fiind lipsită de acoperișul piramidal, având o platformă cu metereze.

## Arhitectură
Turnul are forma unei prisme de plan dreptunghiular, cu 2 etaje. Deschiderile mari dreptunghiulare de la primul etaj sunt cu siguranță de proveniență recentă, probabil de secol 18. Meterezele înguste păstrate pe toate fațadele turnului aparțin construcției inițiale. Parterul pe axa transversală este boltit cilindric, asigurând accesul în cetate. Turnul păstrează pe fațada vestică spațiul de ghidare a porții rabatabile, sistem larg răspândit în Evul Mediu și des întâlnit la cetățile țărănești.